# Thecla cypria
Thecla cypria är en fjärilsart som beskrevs av Jacob Hübner 1837. Thecla cypria ingår i släktet Thecla och familjen juvelvingar. Inga underarter finns listade i Catalogue of Life.